# Andaloux
 (février 2025).
Andaloux ou Andalouse (né vers 1800, mort en 1826) est un cheval de bataille andalou, monture du roi de Suède Charles XIV Jean. 
Sa dépouille naturalisée est conservée au musée du château de Skokloster.

## Histoire
La biographie d'Andaloux reste incertaine, car les informations proviennent essentiellement de deux sources : un récit romancé imprimé en 1845, et l'inscription manuscrite sur le socle de la dépouille naturalisée de ce cheval. 
Andaloux aurait appartenu dans un premier temps au général espagnol Pedro Caro y Sureda, qui commandait des troupes auxiliaires lorsqu'il a rencontré des troupes françaises stationnées au Danemark, en 1808. C'est là que Jean-Baptiste Bernadotte, le futur roi, aurait échangé cette monture contre une autre. Par la suite, il aurait accompagné lors de son arrivée en Suède en tant que prince héritier en 1810, puis été monté par le futur roi lors de plusieurs batailles, dont celle de Leipzig en 1813,.
La première preuve officielle de la présence de ce cheval dans les écuries royales remonte à un inventaire de 1820, dans lequel Andaloux, alors âgé de vingt ans, est répertorié parmi les chevaux de selle du roi.
Il meurt en 1826.

## Description
Andaloux est un cheval de race ibérique (Andalou), dont la robe est alezan clair. Il porte une étoile blanche sur le front et a trois pieds blancs (balzanes), aux postérieurs et à l'antérieur gauche. 

## Héritage et honneurs

Andaloux naturalisé portant une selle, dans une salle du château de Skokloster.

Andaloux a été naturalisé peu après sa mort par les taxidermistes Sven Adolph Norling et Ernst Philip Thoman, qui, fait rare, réemploient non-seulement sa peau et ses crins, mais aussi ses sabots, sa mâchoire et ses dents. Ils l'ont monté sur un socle de bois, comportant une inscription qui résume son histoire. Ce cheval naturalisé est inventorié pour la première fois en 1845. Il est alors exposé à l'institut vétérinaire national.
Il est ensuite envoyé au château de Skokloster, dans une salle dédiée au roi Charles XIV Jean, ce qui s'explique vraisemblablement par les bonnes relations historiques qu’entretenaient le propriétaire de ce château et le roi.